# Großsteingrab Rosenkrug
Das Großsteingrab Rosenkrug war eine mögliche megalithische jungsteinzeitliche Grabanlage bei Rosenkrug, einer Wüstung bei Magdeburgerforth, einem Ortsteil von Möckern im Landkreis Jerichower Land, Sachsen-Anhalt. Es wurde wohl spätestens im 19. Jahrhundert zerstört. Eine Beschreibung der Anlage liegt nicht vor, ihre mögliche Existenz ist nur durch die Bezeichnung „am blauen Stein“ auf einem historischen Messtischblatt belegt.